# Вернигоров, Олег Петрович
Олег Петрович Вернигоров (5 мая 1972, Ростов-на-Дону) — советский и российский футболист, выступавший на позиции полузащитника и защитника. Сыграл 9 матчей в премьер-лиге России.

## Биография
Воспитанник ростовского Училища олимпийского резерва. На взрослом уровне начал выступать в 17-летнем возрасте в составе «Ростсельмаша» в первой советской лиге. В 1990 году перешёл в ростовский СКА, за который играл в течение следующих двух лет.
Летом 1992 года вернулся в «Ростсельмаш». Дебютировал в высшей лиге 5 сентября 1992 года в матче против владикавказского «Спартака», выйдя на замену на 85-й минуте вместо Александра Булашенко. Всего за следующие полтора сезона принял участие в девяти матчах высшей лиги.
После ухода из «Ростсельмаша» выступал за «Обнинск», затем снова вернулся в ростовский СКА. В дальнейшем в течение четырёх сезонов играл за арзамасское «Торпедо», провёл более 100 матчей. Последним профессиональным клубом для футболиста стала «Тюмень».
Завершил профессиональную карьеру в возрасте 29 лет, затем несколько лет играл на любительском уровне за клубы Ростова и области. В 2008 году выступал за ветеранскую команду «Водник» (Ростов).

## Личная жизнь
Младший брат Вячеслав (род. 1978) тоже был футболистом, сыграл около 200 матчей за ростовский СКА, также играл за другие клубы второго дивизиона.